# Francesca Beard
Francesca Beard és una escriptora i performer anglesa. Ha estat definida com a “brillant” per The Scotsman, “inquietant” per The Independent i “la reina de la interpretació de la poesia anglesa” per London Metro. Ha interpretat les seves poesies arreu del món, des d'una presó de Colòmbia fins a escoles de Namíbia o la Fira de Llibres de Bangkok amb el British Council i per tot el Regne Unit, a teatres, centres d'art, festivals i clubs. El seu espectacle femení, “Chinese Whispers”, i el seu espectacle infantil, “Animal Olympics”, han fet gires nacionals i internacionals. El 2008 tenia una adscripció temporal amb el Royal Court com una de les escriptores emergents més prometedores del país. Ha estat escriptora resident a la BBC, la Torre de Londres, el palau de Hampton Coutrt, el Museu d'Història Natural i el Metropolitan Police. Actualment desenvolupa “LondonTales”, un mapa poètic de Londres per a públic directe i en línia amb B3 Media, amb el suport de l'Arts Council England.